# Ivánava
Ivánava o Ivánovo (bielorruso: Іва́нава [hasta 1940: Я́наў, Yanau]; ruso: Ива́ново; polaco: Janów Poleski; hebreo: איבאנבה) es una ciudad subdistrital de Bielorrusia, capital del distrito homónimo en la provincia de Brest.
En 2017, la ciudad tenía una población de 16 465 habitantes.
Se ubica unos 20 km al oeste de Pinsk, sobre la carretera M10 que lleva a Kobryn. Al sur de la ciudad sale la carretera P144, que lleva a Lutsk.

## Historia
Se conoce la existencia de la localidad desde el siglo XVII, cuando era una pequeña ciudad polaco-lituana. En 1657, durante la guerra ruso-polaca, la ciudad fue atacada por cosacos, quienes martirizaron al párroco de la localidad, Andrzej Bobola. En la partición de 1795, la ciudad fue incorporada al Imperio ruso, que la integró en la gobernación de Grodno. Durante el período ruso pasó a ser un pequeño pueblo de menos de mil habitantes, pues el desarrollo urbano de la zona se concentró en la vecina ciudad de Pinsk; sin embargo, en 1884 se desarrolló notablemente al construirse una estación ferroviaria a un kilómetro del pueblo.
En 1921 pasó a pertenecer a la Segunda República Polaca y en 1939 a la RSS de Bielorrusia. En la primera mitad del siglo XX, dos tercios de los habitantes eran judíos, pero entre 1941 y 1944 casi todos los judíos locales fueron asesinados por los invasores alemanes, tras lo cual las autoridades soviéticas repoblaron la localidad con bielorrusos. Recuperó su estatus de ciudad en 1971.